# Ельнинская волость
Ельнинская волость — историческая административно-территориальная единица Нижегородского уезда Нижегородской губернии Российской империи и РСФСР.

## Географическое положение
Являлась пригородной по отношению к Нижнему Новгороду, гранича с его территорией своей северо-западной окраиной. На западе граничила с Бешенцевской волостью, на юге и юго-востоке с Кстовской. С севера и востока граница проходила по берегу реки Волги, являвшейся также административной границей Нижегородского и Семеновского уездов. На юге земли волости включали большую часть лесного массива, ныне составляющего курортный поселок Зеленый Город.
В наше время (2021 год) территория бывшей волости разделена между юго-восточной частью Нижегородского района Нижнего Новгорода и Афонинским, Большеельнинским и Большемокринским сельсоветами Кстовского района Нижегородской области.

## История
Образована в ходе крестьянской реформы 1860-х годов из 16 селений бывших государственных крестьян в северной части Нижегородского уезда. Также на территории волости располагался Печерский монастырь и слободка при нём.
1 января 1912 года северная часть Ельнинской волости (7 населенных пунктов) была выделена в новую Печерскую волость.
После Февральской революции согласно решению уездной земской управы от 17 июня 1917 года в состав Ельнинской волости вошли переданные из соседней Бешенцевской волости деревни Анкудиновка и Утечино.
После Октябрьской революции на территории волости были образованы 13 сельсоветов по числу селений.
10 июля 1922 года Ельнинская волость была упразднена, а её населенные пункты разделены между соседними Кстовской и Печерской волостями.

## Населенные пункты
В состав волости на 1911 год входило 18 населенных пунктов (включая Вознесенский Печерский монастырь):
- 1. д. Афонино
- 2. с. Высоково (с 1912 г. в Печерской вол.)
- 3. с. Большая Ельня
- 4. д. Зелецино
- 5. сл. Кошелевка (с 1912 г. в Печерской вол.)
- 6. д. Крутая
- 7. д. Кузьминка (с 1912 г. в Печерской вол.)
- 8. д. Никульская
- 9. д. Новая (с 1912 г. в Печерской вол.)
- 10. сл. Новомонастырская стройка
- 11. д. Опалиха
- 12. Печерский монастырь (с 1912 г. в Печерской вол.)
- 13. сл. Печеры (с 1912 г. в Печерской вол.)
- 14. сл. Подновье (с 1912 г. в Печерской вол.)
- 15. д. Ржавка
- 16. с. Федяково
- 17. д. Фроловская
- 18. д. Черемисская

В 1917 году в состав волости вошли д. Анкудиновка и Утечино.
При ликвидации волости её северо-западная часть (7 селений: д. Анкудиновка, Афонино, Никульская, сл. Новомонастырская, д. Ржавка, Утечино, с. Федяково) вошла в состав Печерской волости, а юго-восточная (6 селений: с. Большая Ельня, д. Зелецино, Крутая, Опалиха, Фроловское, Черемисское) в состав Кстовской волости.